# Szene (Theaterzeitschrift)
Szene. Fachzeitschrift für Laientheater und -kabarett in der DDR war eine Zeitschrift in Leipzig von 1966 bis 1993.

## Geschichte
Das Zentralhaus für Kulturarbeit der DDR in Leipzig gab verschiedene Zeitschriften und Schriftenreihen seit den 1950er Jahren heraus, darunter Der Funke (1956–1962) und Wort und Spiel (1956–1962).
Seit 1966 wurde die Zeitschrift Szene herausgegeben, die über verschiedenen Themen für Laientheater berichtete, darunter über einzelne Theatergruppen, Aufführungen, Festivals,  theatertheoretische Fragen und weiteres.
Verantwortliche Redakteurin war zeitweise Katrin Bremer-Hart.
Seit 1990 war Szene die Zeitschrift des Deutschen Amateurtheaterverbandes. 1993 erschienen die letzten  Hefte.